# Leodegarius Cardon
E. H. Leodegarius Cardon (of: Legier Cardon) (Gent, 1587 - Hulst, mei 1627) was een Nederlandse pastoor.
Cardon werd in 1610 licentiaat in de godgeleerdheid en was vervolgens pastoor te Sint-Kruis-Winkel in 1610 en in 1611 pastoor te Assenede en later deken in Hulst, waar hij in mei 1627 overleed. Genoemde plaatsten maakte in die tijd uit van het Bisdom Ieper.
Cardon studeerde op de hogeschool van Dowaai.
In 1623 was Cardon nauw betrokken bij de bouw van de Kapel Onze Lieve Vrouw ter Eecken.
- Biografisch Portaal: 30546151
- Digitale Bibliotheek voor de Nederlandse Letteren: card003
- International Standard Name Identifier: 0000 0003 9615 660X
- Nederlandse Thesaurus van Auteursnamen: 317265377
- Virtual International Authority File: 291031194